# Johannes Becker
Johannes Becker ( 1769 - 1833 ) fue un botánico alemán.
Creada en 1817 la "Sociedad de Investigación de la Naturaleza de Senckenberg" (Senckenbergische Naturforschende Gesellschaft), fue uno de sus miembros fundadores y llegó a ser su primer curador de botánica. El núcleo principal del Herbario Senckenbergianum se construyó con su colección personal. Dichas colecciones fueron analizadas y publicadas por el sucesor de Becker como curador de botánica de la SNG, Georg Fresenius (1808-1866).

## Algunas publicaciones
- Flora der Gegend um Frankfurt am Main (Flora de la región alrededor de Frankfurt am Main)

## Honores

### Epónimos
- (Poaceae) Beckera Fresen.[1]

- (Poaceae) Beckeropsis Fig. & De Not.[2]
- La abreviatura «Becker» se emplea para indicar a Johannes Becker como autoridad en la descripción y clasificación científica de los vegetales.[3]

## Fuente
- Blum, i. 1901. Die Botanik in Frankfurt a.M., insbesondere ihre Pflege durch das Senckenbergianum. Ber. Senckenb. Naturf. Ges. 1901: 3-38